# Joseph John Thomson
Sir Joseph John Thomson (født 18. december 1856 i Cheetham Hill, død 30. august 1940 i Cambridge), også kendt som J.J. Thomson, var en engelsk fysiker, som opdagede elektronen i 1897. Han fik nobelprisen i fysik i 1906 for sine teoretiske og eksperimentelle undersøgelser af gassers elektriske ledeevne.
Thomson blev født i 1856 nær Manchester, England af forældre med skotske rødder. Han studerede på Owen's College i Manchester og senere på Trinity College i Cambridge. I 1884 blev han fysikprofessor. I 1890 blev han gift med Rose Paget, som han fik en søn og en datter med. Blandt hans studenter var Ernest Rutherford, som senere overtog hans professorat. Sønnen George Paget Thomson fulgte i sin fars fodspor og modtog i 1937 ligeledes nobelprisen i fysik.
Thomson påviste i 1913 at grundstoffet neon består af flere forskellige isotoper.